# Tyra Antonia
Moder Tyra Antonia (folkbokförd Tyra Antonia Sigrid Viola Andersson), född den 11 juni 1933 är abbedissa för det svenska nunneklostret Mariavalls kloster i Skåne. Hon inträdde i klostret 1960 och valdes till abbedissa den 2 januari 2007. 
Moder Tyra Antonia är även engagerad i miljöfrågor.